# Київ (хокейний клуб)
ХК «Київ» — український хокейний клуб, що існував з 2000 по 2006 роки.

## Історія
Команду створено січні 2000 року як фарм-клуб при ХК «Сокіл». Метою створення команди була підготовка гравців до участі в молодіжних і юнацьких чемпіонатах світу, а також надання постійної ігрової практики випускникам СДЮШОР «Сокіл» та  гравцям першої команди, які не проходили до основного складу клубу.
Одразу ж після створення у зв'язку з тим, що посеред сезону ХК «Крижинка» (Київ) знявся з розіграшу, клуб залучено до другого етапу чемпіонату СЄХЛ сезону 1999-2000 рр. У підгрупі «B» групи «A» команда посіла останнє місце з різницею шайб 32-81, маючи в активі лише 1 очко. В 1/4 фіналу «Київ» зазнав двох поразок від «Сокола»: 0:5, 0:8.
У розіграші СЄХЛ сезону 2000-2001 команда посіла 8 місце, що є найвищим досягненням клубу за історію участі у турнірі.
З сезону 2001-2002 рр. виступає в групі «B» чемпіонату СЕХЛ. Також з цього сезону клуб є учасником Чемпіонату України.
Сезон 2003-2004 ознаменувався найвищим досягненням за історію клубу — здобуттям срібних нагород української першості. На стадії групового турніру «Київ» виграв групу, набравши 45 очок з різницею шайб 102-18 і маючи в пасиві лише 1 поразку. На стадії плей-оф були обіграні «Метеор» (Дніпропетровськ) та «АТЕК» (Київ). У фінальному поєдинку сильнішим виявився «старший брат» «Сокіл»:  0:4, 1:11. За підсумком турніру нападник «Києва» Олексій Коваль став найкращим бомбардиром з показником 23 (18+5), розділивши титул з представником «АТЕКу» Віктором Куценко, 23 (14+9), а також став найкращим снайпером турніру із показником 18 шайб.

В останнюму розіграші Чемпіонату СЄХЛ ХК «Київ» грав у групі «B», де посів друге місце. У стадії плей-оф участі не брав.
У травні 2004 року головний тренер «Сокола» Олександр Сеуканд повідомив, що «з великою долею ймовірності ... в наступному сезоні в «Сокола» не буде другої команди». За його словами, команда на виконувала основної функції — підготовки молоді для основи клубу. Після цієї заяви команда проіснувала два сезони. У сезоні 2004-2005 команда виступила майже на рівні попереднього сезону. Посівши друге місце в груповому етапі, на стадії півфіналу команда поступилася клубу «Дніпровські Вовки» (Дніпропетровськ), посівши третє місце (за регламентом, путівку до фіналу, куди автоматично потрапляв «Сокіл», розігрувала одна пара команд).
На старті сезону 2005-2006 перед командою не стояло завдання за будь-яку ціну досягти найвищого результату у Чемпіонаті України . Посівши третю сходинку в групі, на стадії чвертьфіналу «Київ» знову поступився «Дніпровським Вовкам» - 3:9, 2:5. З наступного сезону в чемпіонаті України замість «Києва» другий склад «Сокола» представлений командою СДЮШОР «Сокіл» (Київ).

## Склад команди
Склад команди зразка 2004-2005 рр.:
- Голкіпери: Владислав Андрущик, Олександр Васильєв, Сергій Гаврилюк, Артем Скрицький, Андрій Хапков.
- Захисники: Кирило Катрич, Олексій Лубнін, Олександр Менченков, Максим Морозов, Іван Надзен, Дмитро Найда, Костянтин Рябенко, Василь Фадеєв, Володимир Черненко.
- Нападники: Андрій Безсмертний, Денис Бортник, Яків Гаврилюк, Михайло Долинін, Олександр Кириєнко, Олексій Коваль, Дмитро Коновалов, Валерій Кузьмик, Євген Онищенко, Дмитро Руденко, Кирило Терещенко, Олег Тесля, Сергій Черненко, Олександр Черниш.[11]

## Гравці клубу у збірних командах
У складі другої збірної України: С. Гаврилюк, В. Горбенко, А. Лубнін, Д. Бортник, Кирило Катрич, О. Коваль, С. Кожан, Є. Онищенко, Ю. Печьорін.
У складі молодіжної збірної України (U-20) на чемпіонатах світу: А. Горбатюк, А. Кубрак, А. Скороход, Артем Бондарєв, Ю. Печьорін, Д. Юденко, С. Власов, І. Андрущенко, Р. Терчієв, М. Голеніщев, Віталій Гаврилюк, А. Шевченко, Сергій Черненко, Є. Галюк, І. Надзьон, К. Примович, Тарас Бега, В. Кириченко, Костянтин Рябенко, П. А Кімов, В. Гняздовский, Кирило Катрич, О. Коваль, Павло Легачьов, С. Мадера, Є. Онищенко, Є. Руфанов, С. Гаврилюк.
У складі юнацької збірної (U-18): С. Кожан, Тарас Бега, І. Андрущенко, Віталій Гаврилюк, Вал. Черненко, К. Примович, А. Шевченко, В. Верченко, Сергій Черненко, Є. Галюк, Н. Ворошнов.
А. Бондарєв — бронзовий призер Универсіади (2001).

## Персонал
Тренерський штаб
- Головний тренер (2004-2005 рр.) - Анатолій Миколайович Дьомін.[11]

## Досягнення
- Українська Вища ліга:
  -   2-е місце (1) : 2004
  -   3-є місце (1) : 2005